# Janvier 1833

## Événements
- Fruit de leur enquête américaine, Tocqueville et Beaumont publient Du système pénitentiaire aux États-Unis et de son application en France chez l'éditeur parisien H. Fournier jeune. En 1841, Tocqueville affirmera dans une lettre que le premier ouvrage que nous ayons publié en commun M. de Beaumont et moi sur les prisons d'Amérique, a eu pour rédacteur unique M. de Beaumont. Je n'ai fourni que mes observations et quelques notes » (Lettre à R-A. Mignet). Il semble néanmoins avoir rédigé lui-même les notes et études statistiques de l'ouvrage qui reçoit le prix Montyon, décerné par l'Académie française aux ouvrages les plus utiles aux mœurs.
- Voyage officiel de Louis-Philippe Ier dans le Nord de la France à Compiègne, Saint-Quentin, Maubeuge, Valenciennes, Lille, Douai, Arras et Péronne.

- 2 janvier :
  - Victor Hugo est condamné aux dépens au terme de son procès contre la Comédie-Française.
  - Victor Hugo voit Juliette Drouet pour la première fois.

- 3 janvier : le Royaume-Uni occupe les îles Malouines.

- 6 janvier : l'empereur Nguyễn Minh Mạng proclame la persécution générale contre les chrétiens au Viêt Nam.

- 7 janvier, France : Alphonse de Lamartine est élu député de Bergues.

## Naissances

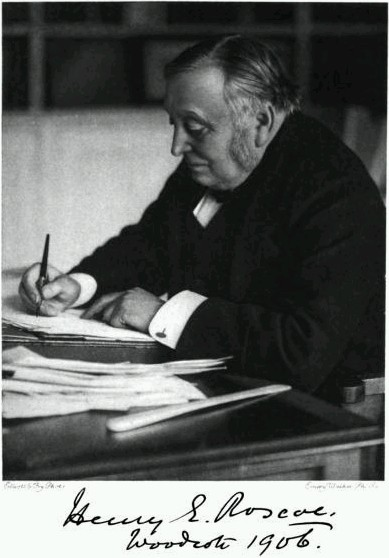
Henry Enfield Roscoe

- 7 janvier : Henry Enfield Roscoe (mort en 1915), chimiste britannique.
- 9 janvier : Angiolo Nardi Dei (mort en 1913), mathématicien italien.
- 19 janvier : Alfred Clebsch (mort en 1872), mathématicien prussien.
- 23 janvier : Carlo Gastini, relieur, enseignant, acteur et poète († 28 janvier 1902).

## Décès
- 9 janvier : Adrien-Marie Legendre (né en 1752), mathématicien français.
- 11 janvier : Lavinia Edwards (née vers 1790), femme transgenre.